# Susanna Ericson Wallstén
Susanna Ericson Wallsten, född 8 december 1980, är en svensk kriminolog, förläggare  och författare, tidigare verksam under pseudonymen Lili von Wallenstein.
Ericson Wallsten drev tidigare Bokbål förlag tillsammans med konstnärerna Isak Hall och Magdalena Nordin.
Under eget namn har hon skrivit böcker tillsammans med maken Eric Ericson, däribland Mannen i Damaskus (Albert Bonniers förlag 2017).

### Under pseudonymen Lili von Wallenstein
Under pseudonymen Lili von Wallenstein:
- 2004: Jag ville bara att du skulle få veta, Bokbål förlag (tillsammans med Magdalena Johansson-Waara och Ismael Olofsson).
- 2006: Roundell in extenso, Bokbål förlag (tillsammans med Isak Hall)
- 2008: Objekt und Begriff, Bokbål förlag
- 2009: Sisyfos, Bokbål förlag
- 2010: Tarnschriften, Arbetarrörelsens arkiv / Bokbål förlag
- 2011: Utopia, Bokbål förlag
- 2011: Och Gud skapade kvinnan, Bokbål förlag
- 2012: Elagabalus juveler, Bokbål förlag
- 2013: Fakta i fallet Wiligut, Bokbål förlag
- 2013: Helveteshundarna, Bokbål förlag.